# Гитлер, Алоис
Алои́с Ги́тлер (нем. Alois Hitler; имя при рождении Алои́с Иога́нн Шикльгрубер, нем. Alois Johann Schicklgruber; 7 июня 1837, деревня Штронес, Пёлла, Цветль, Нижняя Австрия, Австрийская империя — 3 января 1903, Линц, Цислейтания, Австро-Венгрия) — австрийский таможенный чиновник, отец Адольфа Гитлера.

## Биография

### Происхождение
Алоис Шикльгрубер родился 7 июня 1837 года в деревушке Штронес под Дёллерсхаймом у 42-летней незамужней крестьянки Марии Анны Шикльгрубер.
Ребёнок получил фамилию своей матери, так как в документе о крещении ребёнка поле с именем отца не было заполнено и стояла пометка «незаконнорождённый», коим он формально и оставался до своего 39-летия.
Когда Алоису было уже 5 лет, Мария Анна Шикльгрубер вышла замуж за подмастерье мельника Иоганна Георга Гидлера. При регистрации брака Алоис так и остался с фамилией матери со статусом незаконнорожденного. Официально Гидлер никогда не признавал Алоиса как своего сына. Мать Алоиса умерла через пять лет после замужества от истощения в связи с грудной водянкой. А Иоганн Георг Гидлер умер через десять лет после жены в 1857 году.
В настоящее время отцом Алоиса с наибольшей степенью вероятности можно считать Иоганна Непомука Гидлера или его брата Иоганна Георга Гидлера. Большинство биографов, в том числе известный историк, Вернер Мазер, отдают предпочтение одному из братьев Гидлеров.
Существуют и другие версии насчёт отца Алоиса, например, высказывалось предположение о том, что биологическим отцом Алоиса мог являться 19-летний сын еврея-банкира Леопольда Франкенбергера, у которого якобы Мария некоторое время работала служанкой, что впоследствии тщательно скрывалось нацистами как свидетельство возможного еврейского происхождения фюрера. Другие историки, в частности, Ян Кершоу и Джон Толанд, отвергают эту версию. А Иоахим Фест прямо говорит, что это утверждение весьма и весьма сомнительно.
Иоганн Непомук Гидлер был зажиточным человеком и последние 35 лет своей жизни жил как рантье. Ему также принадлежала единственная гостиница в Шпителе.
В то же время Иоганн Непомук Гидлер был также дедом Клары Пёльцль — матери Адольфа Гитлера. То есть Алоис Гитлер в третьем браке женился на дочери своей единокровной сестры (Иоганны Гюттлер).
Гитлером Алоис стал называться только с 6 января 1876 года, когда ему было уже 39 лет и он впервые подписался «Гитлер». Вместо Гидлер фамилия стала Гитлер из-за ошибки священника при записи в «Книгу регистрации рождений». Узаконивание факта отцовства произошло так поздно, потому что при жизни своей жены (которая была старше на 15 лет и была главной в доме) Иоганн Непомук Гидлер не мог затевать эту процедуру. А в 40 лет Алоис отказался от всех контактов со своими родственниками по матери Шикльгруберами и стал окончательно Гитлером.

### Ранние годы
До пяти лет Алоис жил в деревне Штронес вместе с дедом и матерью. После выхода матери замуж Алоис Шикльгрубер был отправлен в соседнюю деревню Шпитель на ферму к брату её мужа Иоганну Непомуку Гидлеру (фактическому отцу).
Иоганн Непомук Гидлер окружил Алоиса теплом и любовью, так как он не имел законорождённого продолжателя рода, а имел только трёх дочерей — Иоганну, Вальбурге и Йозефу.
В Шпителе Алоис посещал начальную школу.
С 1851 года стал обучаться сапожному ремеслу у родственника Ледермюллера вначале в Шпителе, а с 1853 года — в Вене. В Вене до 1855 года работал подмастерьем сапожника.
В 1855 году в возрасте 18 лет он поступил на службу в кайзеровскую финансовую стражу.
Усиленно занимался самообразованием.

### Карьера
В 1860 году переведён в Вельс под Линцем. Этот перевод является важной вехой в его карьере.
В 1861 году получает повышение по службе и в 1862 году переводится в Заальфельден под Зальцбургом.
В 1864 году — очередное повышение по службе и перевод в Линц. Это повышение и перевод обязывали государство принять его на службу в таможню служащим со всеми льготами государственного чиновника.

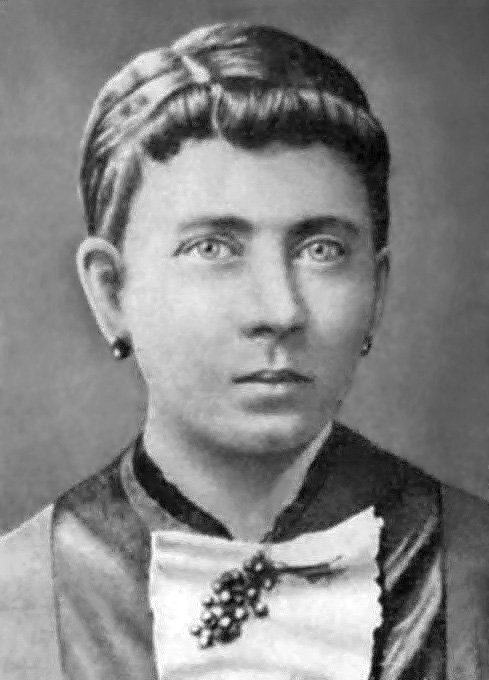
Третья жена Алоиса Гитлера Клара Пёльцль

Алоис Шикльгрубер быстро поднимался по служебной лестнице.
С 1870 года работает в должности «ассистент по контролю». X класс табели о рангах.
В 1876 году одобренное на службе и официально утверждённое изменение фамилии «Шикльгрубер» на «Гитлер». Таким образом, вопреки распространённому заблуждению, его сын Адольф Гитлер никогда не носил фамилию Шикльгрубер.
В августе 1892 года получает повышение (должность временного старшего таможенного чиновника) и, так как в Браунау, где он прожил 21 год, не было такой высокой должности, продаёт свой дом в Вернгатсе и переезжает вместе с семьёй в Пассау.
В последующие годы он ещё несколько раз был вынужден сменить место несения таможенной службы и смог окончательно вернуться в Линц лишь 1 апреля 1894 года.
1895 год — преждевременный уход на пенсию «из-за непригодности к дальнейшей службе» (по состоянию здоровья). Однако пенсия за более чем 40-летнюю службу назначена в полном объёме.

### Личная жизнь
В 1873 году в возрасте 36 лет Алоис Шикльгрубер женится на дочери своего коллеги, таможенного служащего, Анне Глассль-Херер. Предполагается, что в этот брак он вступил по расчёту, так как Анна была состоятельной женщиной и старше его на 14 лет.
Вскоре Анна заболела и ведение хозяйства было поручено родственнице Кларе Пёльцль.
В 1880 году начинается любовная связь с девятнадцатилетней Франциской Матцельсбергер.
После развода Алоис приглашает Франциску в свой дом служанкой, а Кларе Пёльцль приходится вернуться по настоянию Франциски к себе домой в Вайтра.
В 1882 году рождается внебрачный сын (Алоис) от Франциски.
В 1883 году умирает Анна.
6 апреля 1883 года Алоис женится на Франциске Матцельсбергер. 13 июля 1883 года Алоис признаёт факт отцовства и усыновляет Алоиса-младшего.
29 июля 1883 года рождается Ангела Гитлер, любимая сестра Адольфа Гитлера.
10 августа 1884 года Франциска умирает в возрасте 23 лет от туберкулёза лёгких.
Ещё до смерти Франциски Клара Пёльцль опять появилась в доме Алоиса как помощница по хозяйству и для помощи в воспитании Алоиса-младшего и Ангелы.
Чтобы жениться на Кларе, Алоису пришлось добиваться разрешения от церкви, так как по существовавшим тогда законам они были слишком близкими родственниками (родство 2-3 степени) для вступления в законный брак. Католическое епископство в Линце ему в браке отказало, он подал прошение выше, и 27 октября 1884 года разрешение на брак с Кларой было получено из Рима.
7 января 1885 года состоялось бракосочетание.
В итоге последней супругой Алоиса Гитлера стала его двоюродная племянница, внучка Иоганна Непомука Гидлера и дочь его двоюродной сестры Иоганны Клара Пёльцль.
17 мая 1885 года (как раз через 280 дней после смерти Франциски) родился первенец, Густав.
Всего в этом браке родилось шесть детей, в том числе и Адольф Гитлер.

### Последние годы и смерть
Сделав неплохую карьеру в таможенном ведомстве (при том, что окончил только начальную школу), Алоис Гитлер имел достаточно высокие доходы, позволявшие ему содержать большую семью. Но болезни жен, детей и их смерти не позволили ему скопить сколь-нибудь значительный капитал.
Только после смерти его настоящего отца Иогана Непомука Гидлера, который оставил ему всё своё состояние, у него стали водиться деньги и он мог позволить себе приобретать дома и давать взаймы большие суммы. В год смерти Иогана Непомука (1888 год) он покупает за 4000—5000 гульденов в маленькой деревушке Вернгартсе близ Шпителя массивный жилой дом с конюшней, сараем, большим двором, садом и домашними животными.
В июле 1895 года Алоис приобретает дом в Ламбах-на-Трауне (1700 жителей).
В ноябре 1897 года он покупает в деревне Леондинг в 4 километрах от Линца дом, куда в феврале 1898 года переезжает вся семья.
Алоис считал, что достиг предела своих желаний. Рядом с городом у него был хороший дом и прекрасный сад. Ему теперь не надо было содержать пасеку вдалеке от дома, как это было в Браунау и Пассау. Квартирантка Элизабет Плекингер, снимавшая комнату, покрывала своей платой большую часть налогов, которые он должен был платить как владелец.
Последние годы он провёл в Леондинге, занимаясь пчеловодством.

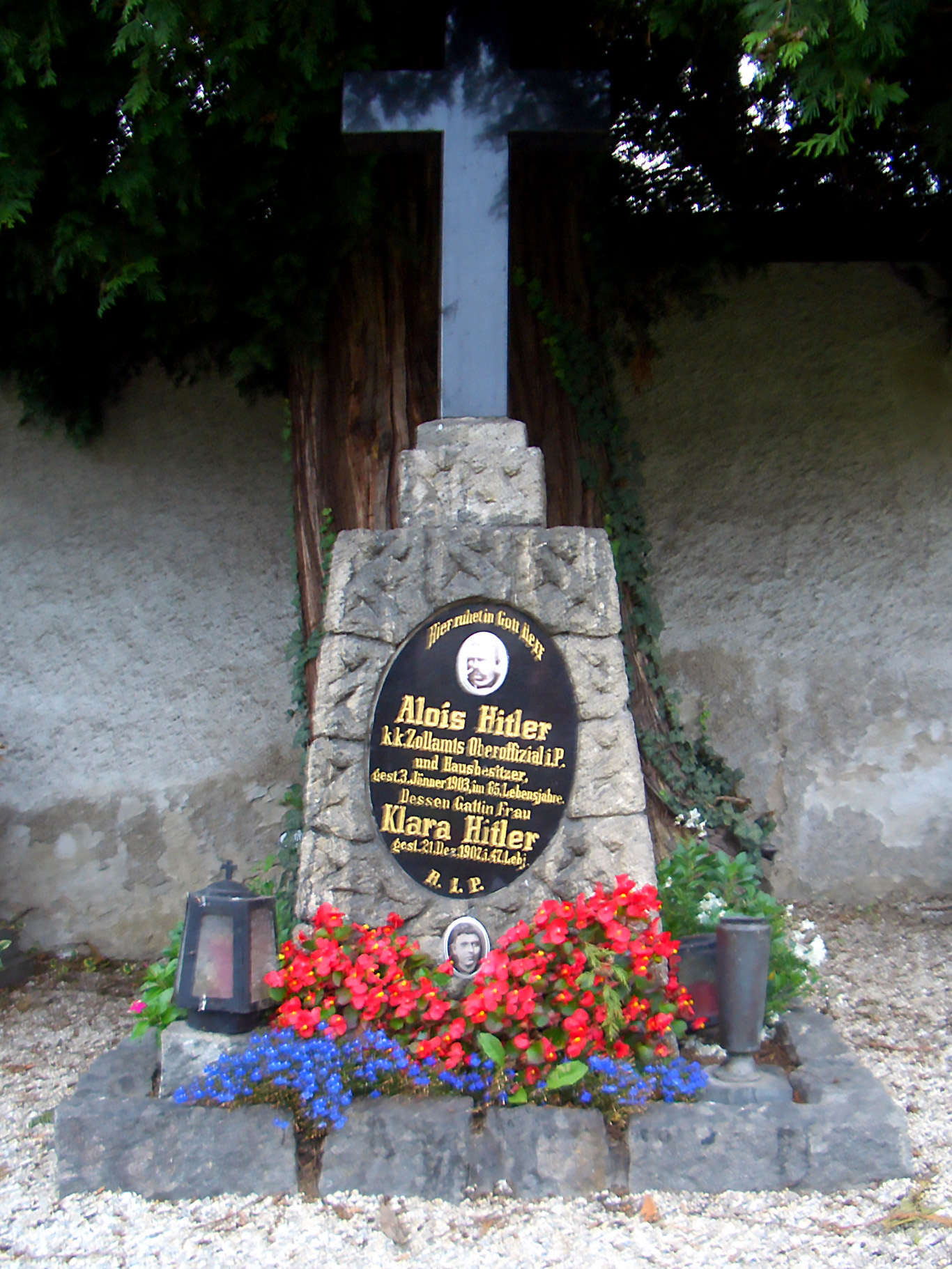
Вид могилы Алоиса и Клары Гитлер в Леондинге до 28.03.2012

Алоис Гитлер скончался в возрасте 65 лет. Утром 3 января 1903 года он по привычке зашёл в трактир «Gasthaus Stiefler», чтобы выпить стакан вина, взял в руки газету и внезапно плохо себя почувствовал. Вскоре, ещё до прибытия врача, он скончался от инфаркта миокарда (по другим данным, от кровоизлияния в лёгкие). После смерти его семья оставалась в Леондинге недолго. 21 июня 1905 года Клара Гитлер продала дом и вместе с детьми переехала в Линц на улицу Гумбольдта, дом 31. К этому времени с ней жили Адольф и Паула (Ангела в 1903 вышла замуж и переехала к мужу).
Алоис Гитлер был погребен вместе со своей женой Кларой на кладбище у собора Св. Михаила в Леондинге. 28 марта 2012 памятник на могиле родителей А. Гитлера по распоряжению австрийских властей был снесён.

## Личность Алоиса Гитлера

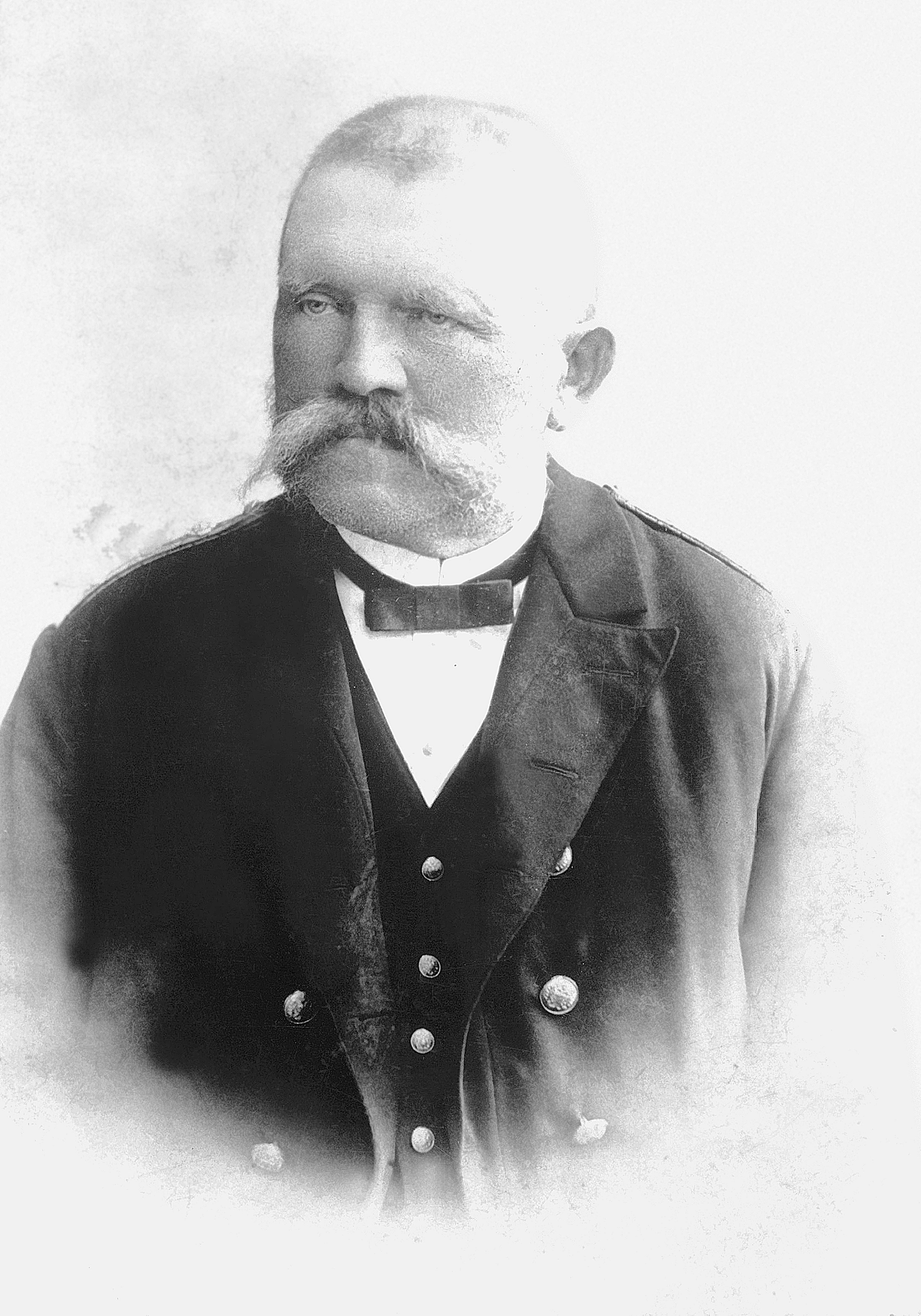

По мнению известного философа и психолога Эриха Фромма, изложенному в его знаменитой монографии «Анатомия человеческой деструктивности», Алоис Гитлер был фигурой гораздо менее симпатичной, чем его супруга Клара. В то же время Фромм называет его «жизнелюбом», отмечая его трудолюбие, терпимость и либерализм, а его пристрастия к алкоголю и женщинам считает умеренными. Несмотря на его многочисленные недостатки, попытки изобразить Алоиса жестоким тираном и объяснить характер Адольфа Гитлера тяжёлым детством и жестокостью отца несостоятельны.
У Алоиса было много существенных черт характера, которые у его сына проявились ярче: сильное стремление добиться успеха, желание властвовать, а также честолюбие, нервозность и беспокойство.
Читал книги и газеты, профессионально высказывался по вопросам пчеловодства. Любил поговорить о политике.
Любил показываться в обществе, любил, чтобы его считали начальником, и придавал немалое значение тому, чтобы, обращаясь к нему, его величали «господином старшим чиновником». Один из его сослуживцев, вспоминая, называл его «строгим, точным, даже педантичным».
Не любил находиться дома. Любил возиться со своими пчёлами и даже снимал квартиру поближе к ним, чтобы быстрее добираться, и поэтому летом часто не жил с семьёй. Дети видели его очень редко, практически как гостя.
После выхода на пенсию с удовольствием ходил в гостиницу, где пил пиво или вино, читал газеты. Желая выглядеть, как чего-то добившийся в жизни, демонстративно носил бакенбарды, как у императора Франца-Иосифа, и наслаждался ранней старостью после 40 лет успешной службы.
Будучи самоучкой и желая показать свою образованность, вставлял в свою речь огромное количество иностранных слов.
Постоянно придирался к старшему сыну Алоису. После побега 14-летнего сына из дома в 1896 году всё внимание переключил на Адольфа, боясь, что он будет таким же бездельником. Давление отца было одной из причин, почему Адольфу не нравилось учиться.

## Дети

### От Франциски

#### Алоис
Алоис (13 января 1882 — 20 мая 1956) — родился вне брака в Вене. В 1896 году ушёл из дома из-за придирок отца, работал официантом. В 1900 и 1902 годах попадал в тюрьму за кражи. В 1907 году уехал в Париж, а оттуда — в Ирландию, где женился на Бриджит Доулинг и у него родился сын Уильям Патрик (12 марта 1911 — 14 июля 1987). В 1920-е годы вернулся в Германию, в Гамбурге был осуждён за двоежёнство; после тюрьмы переехал в Англию. Когда Адольф Гитлер пришёл к власти, Алоис хотел извлечь из этого выгоду: он открыл в Берлине ресторан «Алоис», однако Адольф Гитлер полностью его проигнорировал и запретил упоминать его имя в своём присутствии. После Второй мировой войны сменил фамилию.
Сын Алоиса Уильям Патрик также сидел в тюрьме[откуда?]. Адольф Гитлер перестал с ним общаться после его статьи в «Paris-Soir», хотя до этого несколько раз давал ему деньги. В 1938 году Патрик уехал в Англию, в 1939 с матерью переехал в США. Во время войны служил в ВМС США в качестве санитара, был ранен. После войны изменил свою фамилию на Стюарт-Хьюстон, женился, стал отцом четырёх сыновей.
Сын Алоиса от второго брака — Хайнц (Генрих) Гитлер (14 марта 1920 — 21 февраля 1942) — любимый племянник Адольфа Гитлера, нацист. В 1938 году окончил Национал-политическую академию («Напола») в Балленштедте и выбрал офицерскую карьеру. Воевал на Восточном фронте в чине унтер-офицера 23-го потсдамского артиллерийского полка. Попал в плен под Сталинградом и умер в Москве в Бутырской тюрьме в 1942 году.

#### Ангела
Ангела (28 июля 1883 — 30 октября 1949) 14 сентября 1903 года вышла замуж за младшего налогового инспектора Лео Раубаля. В браке родились:
- сын Лео (2 октября 1906 — 18 августа 1977), у которого в 1931 году родился сын Питер; Лео служил лейтенантом-сапёром, во время Сталинградской битвы был ранен и попал в плен, находился в плену до 28 сентября 1955 года; после вернулся в Австрию, где жил в Линце, работал учителем и там же был похоронен;
- дочь Гели (4 июня 1908 — 18 сентября 1931) — племянница Адольфа Гитлера, с 1927 года училась медицине в Мюнхенском университете, имела отношения с другом Гитлера Эмилем Морисом;
- дочь Эльфрида (10 января 1910 — 24 сентября 1993) — вышла замуж за немецкого адвоката Эрнста Хохэггера 27 июня 1937 года в Дюссельдорфе; в январе 1945 года родила сына Хайнера Хохэггера.

Ангела была экономкой Адольфа Гитлера с 1923 по 1935 годы. С 1928 года жила с младшей дочерью Эльфридой в Бергхофе. В 1935 году он выгнал её, обвинив её в том, что она помогла Герингу приобрести участок земли в Берхтесгадене напротив его участка. По мнению других, причиной этого разрыва стали отношения Гитлера с Евой Браун, которая с 1935 года стала часто бывать в Бергхофе. Прервав отношения с сестрой, он не посетил её вторую свадьбу, когда 20 января 1936 года она вышла замуж за немецкого архитектора Мартина Хаммитцша (22 мая 1878 — 12 мая 1945) — директора Государственной школы строительных конструкций в Дрездене. В 1942 году Гитлер установил контакт с ней, и Ангела была посредником между ним и остальными членами семьи, с которыми он не хотел общаться. Умерла от инсульта в 1949 году.

### От Клары
- Густав Гитлер (10 мая 1885 — 8 декабря 1887) — родился через 280 дней после смерти второй жены Алоиса, умер от дифтерии.
- Ида Гитлер (23 сентября 1886 — 2 января 1888) — умерла от дифтерии через 25 дней после смерти брата Густава.
- Адольф Гитлер (20 апреля 1889 — 30 апреля 1945) — покончил жизнь самоубийством.
- Отто Гитлер (1892—1892) — прожил несколько недель, умер от гидроцефалии.
- Эдмунд Гитлер (24 марта 1894 — 28 февраля 1900) — умер от оспы.

- Паула Гитлер (с 1936 по 1957 — Вольф) (21 января 1896 — 1 июня 1960) — не имела практически контактов со своим братом, когда он жил в Вене, Мюнхене, во время Первой мировой войны и в начале его политической деятельности. Окончив школу, Паула переехала в Вену, где работала секретарем; здесь она встретилась с братом в начале 1920-х годов. После потери работы в страховой компании в Вене с 1930 года (когда работодатель узнал о её происхождении) Паула получала финансовую поддержку от Адольфа. По просьбе брата сменила фамилию и с 1936 года жила под вымышленной фамилией Вольф (кличка брата в детстве). Адольф был к ней привязан всю жизнь и всегда заботился о ней. В мае 1945 года в возрасте 49 лет она была арестована сотрудниками американской разведки. После освобождения вернулась в Вену, работала в магазине декоративно-прикладного искусства. В 1952 году она переехала в Берхтесгаден, жила в изоляции в двухкомнатной квартире, ухаживала за бывшими членами СС. Умерла от рака желудка. Была похоронена под своим именем.

## Образ Алоиса Гитлера в искусстве
- В фильме Кристиана Дюгея о приходе Адольфа Гитлера к власти «Гитлер: Восхождение дьявола» (англ. Hitler: The Rise of Evil) роль Алоиса Гитлера исполнил британский актёр Йен Хогг[18].
- В романе Нормана Мейлера «Лесной замок»[англ.][19] о юности Адольфа Гитлера автор гиперболизирует пороки всех членов семьи Гитлер, в частности, выводит Алоиса как патологического бабника, которому его собственная дочь родила сына Адольфа[20].
- Фильм Кирилла Сафонова «Четвёртый».
- Сериал «Сумеречная зона», 5-я серия: «Колыбель тьмы» (2002)